# Эльдорадио
Эльдорадио — петербургская музыкальная радиостанция. Основана в 1996 году. Формат радиостанции — Adult Contemporary, входит в состав «Европейской медиагруппы». Золотая коллекция Эльдорадио — это западные хиты от 70-х до настоящего времени. Все песни на Эльдорадио проходят специальное тестирование среди потенциальных поклонников станции.

## История
Изначально на радиоволне Эльдорадио вещала некоммерческая петербургская FM-радиостанция «Катюша», существовавшая с начала 1990-х годов. В 1995 году радиостанцию «Катюша» купила американская компания Metromedia International Inc. (MMI), которая владеет одной из самых крупных в США телестанций Metropolitan Broadcasting Corp. Новые владельцы привлекли российских партнёров «Государственное предприятие радиовещания-2» (ГПР-2) и московскую компанию Incom (дочернее предприятие Ericsson) и организовали для новой радиостанции Эльдорадио студию с новым британским оборудованием, которое позволило перенести музыку и рекламу с компакт-дисков на студийный компьютер и передать управление процессом радиовещания на мониторы в саму студию.
Радиостанция начала вещание с 9 марта 1996 года.
Весной 2006 года Эльдорадио вошло в холдинг Европейской медиагруппы, в который в Санкт-Петербурге также входят радиостанции «Европа Плюс», «Ретро FM», «Дорожное радио», «Спорт FM», «Новое Радио» и московский партнёр — «Радио 7 на семи холмах».
В 2016 году станция была номинирован на премию «Радиомания», где и выиграла в номинации «лучшая музыкальная программа».
13 сентября 2019 года Эльдорадио необычно открыло 24-й сезон вещания. С 7:00 до 12:00 на 101.4 FM шоу «Утро со светлой головой» разбудило всю страну и город из Петропавловской крепости —Флажной башни одного из главных символов Петербурга! Это стало настоящей традицией для радиостанции. И сейчас Эльдорадио каждый новый сезон начинает именно из самого центра Санкт-Петербурга вместе со специальными гостями эфира и известными петербуржцами из сферы культуры.
Специально для вас мы подготовили видеотрансляцию из студии, расположенной на крыше Нарышкина бастиона. Вы увидите любимых ведущих и потрясающий вид на весь центр города с высоты птичьего полёта. Смотрите прямой эфир на сайте Эльдорадио, а также в официальном сообществе ВКонтакте  ⠀
Грандиозным завершением эфира станет знаменитый полуденный выстрел из пушки ведущими Эльдорадио
15 августа 2020 года Эльдорадио услышали жители Казахстана. Радиостанция начала вещать в городе Алма-Ата на частоте 91,7 МГц. Запуск произведён с согласованием Санкт-Петербурга. Эфир казахского Эльдорадио полностью свой и отличается по формату от Санкт-Петербурга, в эфире звучит преимущественно русскоязычная поп-музыка.
12 марта 2022 года Эльдорадио запустило свой Telegram-канал.
29 сентября 2023 года радиостанция провела уникальный эфир из Государственного музея «Эрмитаж». В эфире утреннего шоу помимо музыки, традиционных игр и рубрик, выступили директор Михаил Пиотровский и научные сотрудники, которые рассказали петербуржцам в прямом эфире об уникальном проекте реконструкции здания Главного штаба и о коллекциях, представленных в его стенах.

## Рейтинг
Ежедневная аудитория Эльдорадио — почти 370 тыс. человек (7,7 % жителей Санкт-Петербурга). Целевая аудитория — мужчины и женщины 35-49 лет. Входит в TOP-10 радиостанций города.

## Программы
- «Утро со светлой головой — Программа идёт по будням с 07:00 до 11:00. Программу ведут Лена Денисова и Семён Зверев. Во время программы «Утро со светлой головой!» на Эльдорадио музыка, проверенная временем, свежие новости, авторские рубрики и розыгрыши призов. Летом, с июнь по июль, утренее шоу несёт название «Лето со светлой головой!» и выходит в эфир не из эфирной студии, а из центра Петербурга — с разных исторических точек города.
- День с Легендой — Каждый понедельник на Эльдорадио слушайте "День с Легендой", посвященный самым влиятельным музыкантам и группам в истории!
- «Роман с городом» — Программа идёт каждый будний день в 13:30. Программу ведёт Ольга Шмелёва. Это единственная программа на русскую тему, которая рассказывает интересные истории и малоизвестные факты из жизни Санкт-Петербурга.
- «Русская классика» — в начальный период работы "Эльдорадио" в эфире Санкт-Петербурга в конце каждого часа звучала музыка П.Чайковского, М. Глинки, Р. Глиэра и других русских композиторов. Позже, русская классика была заменена программой "Саундтрек", восхваляющей достижения зарубежной киноиндустрии и "музыку, проверенную временем". Потом появились программы "День с легендой", "Вечерний эфир с Д. Довженко", продолжающие зарубежную линию.
- «Саундтрек» — это краткий рассказ об истории создания одного из культовых зарубежных фильмов XX века, который сопровождается музыкальным фрагментом из кинокартины. Программа «Саундтрек» выходит в конце каждого часа. Программа победитель национальной премии «Радиомания-2016» в номинации «Лучшая музыкальная программа».
- «Вечерний эфир с Дмитрием Довженко» — Программа идёт по будням с 16:00 до 21:00. Дмитрий Довженко приходит в студию Эльдорадио, когда рабочий день медленно подходит к своему логическому завершению.
- Небесный патруль — Информация о пробках звучит на Эльдорадио каждый час с 09:00 до 20:00. Данные попадают в эфир несколькими способами. Во-первых, с борта Эльдовертолета, а, во-вторых, у слушателей всегда есть возможность позвонить по телефону 921-10-14 на борт Эльдовертолета и сообщить подробности о дорожной ситуации. Ежедневно по будням каждый, кто звонил на горячую линию и рассказывал о пробках, может выиграть 2 пригласительных на Эльдовертолет или полный бак бензина.
- Новости — в конце часа, по будням с 06:00 до 21:00 и по выходным с 10:00 до 19:00. Также по будням с 07:00 до 11:00 и с 16:00 до 19:00 выходят краткий выпуск новостей и обзор спортивных событий на 20-минуте часа.
- Погода — прогноз погоды в Санкт-Петербурге на сегодня и завтра. Выходит на 35 минуте часа. В 07:35, в рамках утреннего шоу «Утро со светлой головой!», выходит рубрика «Погода на каблуках», где ведущая Лена Денисова выходит в прямой эфир с улицы и рассказывает о реальной погоде в прямом эфире.

## Награды
- Премия «Радиомания — 2016» в номинации «лучшая музыкальная программа» — программа «Саундтрек»

## Ведущие

### Ведущие утреннего шоу «Утро со светлой головой!»
- Лена Денисова
- Семён Зверев

### Диджеи
- Дмитрий Довженко
- Ольга Шмелева
- Олег Емельянов
- Роман Волков (музыкальный редактор)
- Денис Макартов (программный директор)

### Служба информации
- Александр Карташов
- Светлана Болдина
- Сергей Медведев

## Вещание
- Санкт-Петербург — 101.4 FM
- Алма-Ата (Казахстан) — 91.7 FM

Также на сайте радиостанции и в мобильном приложении для Android и iOS можно услышать эфир в формате высокой чёткости.
В других городах России идёт вещание дружеской станции  — «Радио 7 на семи холмах», дизайн сайта и формат эфира которого частично совпадает с Эльдорадио.